# Goblinia tiane
Genre
Espèce
Goblinia tiane, unique représentant du genre Goblinia, est une espèce d'araignées aranéomorphes de la famille des Hahniidae.

## Distribution
Cette espèce est endémique du Guangxi en Chine,. Elle se rencontre dans le xian de Tian'e.

## Description
Le mâle holotype mesure 1,87 mm et la femelle paratype 2,41 mm, les mâles mesurent de 1,89 à 2,40 mm et les femelles de 1,96 à 2,55 mm.

## Systématique et taxinomie
Cette espèce a été décrite par Lin et Li en 2023.
Ce genre a été décrit par Lin et Li en 2023 dans les Hahniidae.

## Étymologie
Son nom d'espèce lui a été donné en référence au lieu de sa découverte, le xian de Tian'e.

## Publication originale
- Chu, Lin & Li, 2023 : « New genera and new species of Hahniidae (Araneae) from China, Laos, Myanmar, and Vietnam. » ZooKeys, vol. 1187, p. 91-134 (texte intégral).